# El Jícaro, Actopan
El Jícaro är en ort i Mexiko.   Den ligger i kommunen Actopan och delstaten Veracruz, i den sydöstra delen av landet, 260 km öster om huvudstaden Mexico City. El Jícaro ligger 463 meter över havet och antalet invånare är 297.
Terrängen runt El Jícaro är kuperad, och sluttar österut. Runt El Jícaro är det ganska tätbefolkat, med 100 invånare per kvadratkilometer. Närmaste större samhälle är Actopan, 4,0 km nordost om El Jícaro. Trakten runt El Jícaro består till största delen av jordbruksmark.